# Oblast autonome
Un oblast autonome est une forme d'autonomie d'État en URSS et dans certains autres États.
Parmi les pays post-soviétiques, des régions autonomes existent actuellement en Russie (oblast autonome juif) et au Tadjikistan (oblast autonome de Haut-Badakhchan).
La fédération de Russie est divisée en 89 sujets, dont un seul est un oblast autonome : l’oblast autonome juif également appelé « Birobidjan », du nom de sa capitale.